# Salur
Salur (plural salurs) foren una de les 22 tribus dels oghuz turcmans, segurament la branca principal. La dinastia salghúrida de Fars tenia origen en la tribu Salur. Una part dels salurs es van traslladar a Anatòlia. Els que van restar al Khurasan van lluitar del 1515 al 1535 contra Sufyan Khan, senyor uzbek de Gurgandj, i després, units a altres turcmans, contra els safàvides. El 1597 van assolar la regió d'Astarabad però van acabar sotmesos a Abbas el Gran el 1598. El 1838 van donar suport a una revolta contra els perses a Sarakhs (dirigida per un antic governador del Khorasan) i el 1843 els salurs i els tekkes es van fer amos de Merv. Abans de la conquesta russa del Turkmenistan el 1869 vivien a la regió entre Sarakhs i el riu Murghab; en aquest temps el seu nombre variava entre dos mil i vint mil famílies (6000 a més de 100.000) repartits entre branques tribals: Yalawač, Karaman i Aba-Böleghi. Sota els russos van conservar la seva identitat però depenent dels tekkes i al segle XX es van destribalitzar.